# 北海道曹達
北海道曹達株式会社（ほっかいどうソーダ）は、北海道苫小牧市にある企業（化学メーカー）。AGCグループ。

## 概要
北海道内で唯一の原料から製品までを一貫生産する基礎化学品メーカーであり、原料となる塩を電気分解して基礎化学品である苛性ソーダ（水酸化ナトリウム）、塩素などの「クロル・アルカリ事業」を柱として、北海道の基幹産業である紙・パルプ、鉄鋼、テンサイ、石油、石油化学などに基礎素材を供給しているほか、水処理薬品、土木関連薬品、天然高分子の「キトサン事業」、北海道の冬に欠かせない「凍結防止剤、塩事業」も行なっており、各市町村の上水道・下水道の処理や土木工事などに製品を供給している。塩の陸揚げ地は、北海道曹達を含む4社で苫小牧港（西港）に共同整備した通称「ソーダ埠頭」（岸壁延長490 m、水深10.5 m）を使用しており、約4万トンを保管している。

## 主要製品
- 苛性ソーダ
- 液体塩素
- 合成塩酸
- 次亜塩素酸ソーダ
- 液体亜硫酸ソーダ
- 液体炭酸ソーダ
- 液体塩化カルシウム
- 塩素酸ソーダ
- 珪酸ソーダ
- 塩化第2鉄
- ポリ塩化アルミニウム
- キトサン
- キトサン発酵肥料
- サクシニルカルボキシメチルキトサン液
- 塩化アルミニウム
- DCMA（ジクロロ無水マレイン酸）

## 沿革
- 1949年（昭和24年）：東京事務所開設[4]。
- 1951年（昭和26年）：登別工場（幌別事業所）操業開始[4]。札幌本店開設[4]。
- 1953年（昭和28年）：日本ソーダ工業会入会[4]。
- 1972年（昭和47年）：ホテルハイランドに資本参加[4]。
- 1975年（昭和50年）：苫小牧工場（苫小牧事業所）操業開始[4]。
- 1989年（平成元年）：本社を東京から苫小牧に移転[4]。
- 2000年（平成12年）：苫小牧・幌別事業所「ISO 9002」認証取得[5]。
- 2002年（平成14年）：一般用塩の輸入・販売開始[4]。本店を札幌から苫小牧に移転[4]。日本水道協会（JWWA）「薬G-2」「薬L-14」認証登録[5]。
- 2000年（平成12年）：苫小牧・幌別事業所「ISO 9001」認証移行[5]。
- 2006年（平成18年）：幌別事業所が登別市の委託事業に参画[4][6]。
- 2007年（平成19年）：「大気汚染防止法」による窒素酸化物の基準値超過と報告義務違反・報告値の改ざんが発覚[7]。
- 2010年（平成22年）：ホテルハイランド吸収合併[4]。
- 2012年（平成24年）：旭硝子（現・AGC）の系列会社となる[4][8]。

## 事業所

### 本社・苫小牧事業所
苫小牧事業所
設備
- 電気設備：受電能力79,800 KVA[9]
- 発電設備：スチームタービン855 KW（1基）[9]
- 電解設備：イオン交換膜法電解槽（2槽）[9]
- 苛性ソーダ設備
  - ブローノックス型蒸発装置[9]
  - 薄膜流下式濃縮装置[9]
- 塩化物設備
  - 液体塩素製造設備[9]
  - 合成塩酸製造設備[9]
  - 次亜塩素酸ソーダ製造設備[9]
  - 液体塩化カルシウム製造設備[9]
- その他設備
  - 液体炭酸ソーダ製造設備[9]
  - 液体亜硫酸ソーダ製造設備[9]
  - ポリ塩化アルミニウム製造設備[9]
  - 容器再検査設備[9]
- 公害防止設備
  - 湿式排煙脱硫設備[9]
  - 排水処理設備[9]

### 研究開発部・幌別事業所
幌別事業所
設備
- 電気設備：受電能力32,500 KVA[9]
- 電解設備：塩素酸ソーダ電解槽[9]
- 塩化物設備
  - 液体塩素気化設備[9]
  - 合成塩酸製造設備[9]
  - 次亜塩素酸ソーダ製造設備[9]
- その他設備
  - 珪酸ソーダ製造設備[9]
  - 塩化第2鉄製造設備[9]
  - キトサン製造設備[9]
- 公害防止設備
  - 排水処理設備[9]

### サテライトオフィス札幌
- 札幌市中央区北1条西8丁目2-39 みたけ大通ビル5F